# Limoneta graminicola
Espèce
Limoneta graminicola est une espèce d'araignées aranéomorphes de la famille des Linyphiidae.

## Distribution
Cette espèce est endémique du Cameroun.

## Publication originale
- Bosmans & Jocqué, 1983 : Scientific report of the Belgian Mount Cameroon Expedition 1981. No. 9. Family Linyphiidae (Araneae). Revue de Zoologie africaine, vol. 97, no 3, p. 581-617.